# Gaudimax
Gaudimax (lateinisch gaudium, ‚Spaß‘) war eine Fernsehsendung, die ab dem 26. März 1991 im Bayerischen Fernsehen und ab dem 15. September 1992 im Ersten ausgestrahlt wurde. Der Titel ist ein Wortspiel aus dem bayerischen Wort „Gaudi“ + Audimax.

## Inhalt
Inhalt der Sendung war es, aus drei Bewerbern (normalerweise jeweils eine Person aus Deutschland, Österreich und der Schweiz) den besten Witzeerzähler zu küren. Moderator der Sendung war Gerd Rubenbauer.
Die Teilnehmer bekamen in den ersten zwei Runden Kategorien vorgegeben (z. B. Ärzte-Witz, Beamten-Witz) und mussten einen entsprechenden Witz vortragen. Die dritte Runde war die Lieblingswitz-Runde, in welcher die Teilnehmer ihre entsprechenden Lieblingswitze erzählen und das anwesende Publikum zum Lachen bringen sollten.
Sieger der Sendung Gaudimax wurde, wer die besten Witze erzählen konnte. Anfangs wurde der beste Witz anhand der Stärke des Publikumslachens mittels eines sogenannten „Lachometers“ auf einer Skala zwischen 0 und 100 ermittelt. Der Witze-Erzähler, welcher mit seinem Witz den höchsten Wert erreichte, hatte gewonnen. Später wurde zur Ermittlung des besten Witzes eine dreiköpfige Jury (Mitglieder aus Deutschland, Österreich und der Schweiz) herangezogen, welche die Witze beurteilte und Punkte zwischen 0 und 10 vergab. Mitglied der Jury war u. a. Walter Eschweiler. Das erste Finale 1991 konnte der österreichische Lehrer Harry Prünster für sich entscheiden und damit eine Karriere als Fernseh- und Rundfunkmoderator im ORF starten.
Nachdem die erste Staffel in der ARD zunächst immer dienstags um 21.05 Uhr ausgestrahlt wurde, wurde sie trotz anhaltender Kritik unter dem Namen „Die Gaudimax-Show“ zu einer abendfüllenden Sendung ausgebaut, die vom 8. Juli 1993 bis zum 30. September 1994 gesendet wurde. In den Folgejahren gab es im Bayerischen Fernsehen zusätzliche Specials zu Anlässen wie Fasching oder Silvester. 1993 wurden außerdem zehn Ausgaben unter dem Titel „Der weißblaue Gaudimax“ ausgestrahlt.